# Martti Mansikka
Martti Mansikka (Antrea, Finlandia, 25 de octubre de 1933-24 de febrero de 2024) fue un gimnasta artístico finlandés, medallista olímpico de bronce en Melbourne 1956 en el concurso por equipos.

## Carrera deportiva
Su mayor triunfo fue conseguir el bronce en las Olimpiadas de Melbourne 1956 en el concurso por equipos, quedando situados en el podio tras los soviéticos y japoneses, y siendo sus compañeros de equipo: Olavi Laimuvirta, Onni Lappalainen, Berndt Lindfors, Raimo Heinonen y Kalevi Suoniemi.